# Richard Kaufmann
Richard Kaufmann (født 19. september 1846, død 1. august 1894) var en dansk ugebladsredaktør og forfatter, der frem til 1884 var medredaktør af ugebladet Nutiden sammen med Vilhelm Møller.
I 1869 udgav han rejseskildringsbogen I Norge på Chr. Steen & Søns Forlag.
I 1889 udgav Gyldendalske Boghandels Forlag Kaufmanns parisiske rejseskildring Paris under Eiffeltaarnet, som beskriver hvad man kunne opleve i Paris under Verdensudstillingen i 1889.